# Plano (Kentucky)
Plano es un lugar designado por el censo ubicado en el condado de Warren en el estado estadounidense de Kentucky. En el Censo de 2010 tenía una población de 1117 habitantes y una densidad poblacional de 417,9 personas por km².

## Geografía
Plano se encuentra ubicado en las coordenadas 36°52′40″N 86°24′58″O / 36.87778, -86.41611. Según la Oficina del Censo de los Estados Unidos, Plano tiene una superficie total de 2.67 km², de la cual 2.66 km² corresponden a tierra firme y (0.39%) 0.01 km² es agua.

## Demografía
Según el censo de 2010, había 1117 personas residiendo en Plano. La densidad de población era de 417,9 hab./km². De los 1117 habitantes, Plano estaba compuesto por el 94.09% blancos, el 3.04% eran afroamericanos, el 0% eran amerindios, el 0.9% eran asiáticos, el 0% eran isleños del Pacífico, el 0.81% eran de otras razas y el 1.16% pertenecían a dos o más razas. Del total de la población el 1.61% eran hispanos o latinos de cualquier raza.